# بيتشرنو
بيتشرنو (بالإيطالية: Picerno)‏ هي بلدية في مقاطعة بوتنسا في إقليم بازيليكاتا الإيطالي.

## السكان
في سنة 1861 بلغ عدد السكان 4٬896 نسمة، وتطور العدد ليصل في سنة 2011 لـ 6٬080 نسمة.
يظهر هذا المخطط البياني تطور النمو السكاني لـ بيتشرنو